# Тарбагатайське сільське поселення (Петровськ-Забайкальський район)
Тарбагата́йське сільське поселення (рос. Тарбагатайское сельское поселение) — сільське поселення у складі Петровськ-Забайкальського району Забайкальського краю Росії.
Адміністративний центр — село Тарбагатай.

## Історія
2013 року було утворено село Нижній Тарбагатай.

## Населення
Населення сільського поселення становить 2024 особи (2019; 2227 у 2010, 2521 у 2002).

## Склад
До складу сільського поселення входять:
| Населений пункт         | Населення, осіб (2002) | Населення, осіб (2010) |
| ----------------------- | ---------------------- | ---------------------- |
| Нижній Тарбагатай, село | -                      | -                      |
| Тарбагатай, село        | 2521                   | 2227                   |